# Негритоси

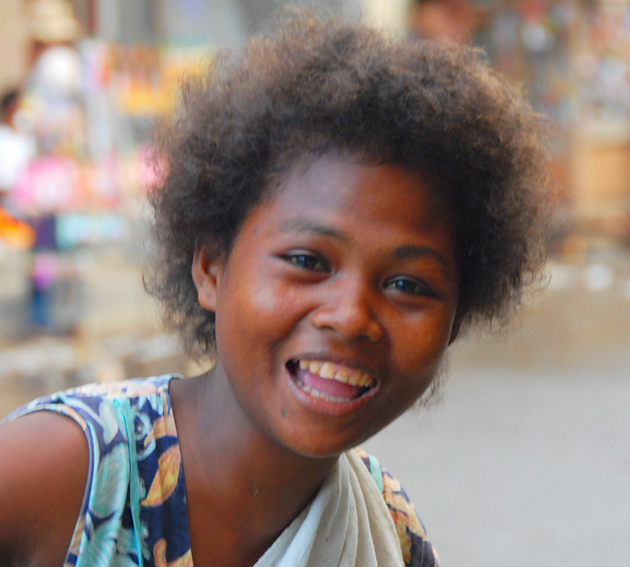
Негритоска (Аті, Філіппіни)

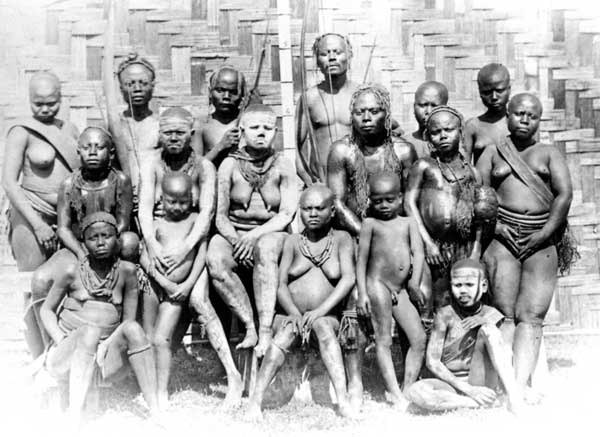
Група негритосів з Андаманських островів

Негрито́си (англ. Negrito, /nɪˈɡriːtoʊ/; від ісп. Negritos, «маленькі негри») — расова група в Південній і Південно-Східній Азії. Гілка великої австралоїдної раси; за іншою класифікацією — перехідний тип між негроїдною і монголоїдною расами.
Визначальними ознаками негритоської раси є низький зріст (140—155 см), темна шкіра і кучеряве волосся.
Охоплює низку значною мірою ізольованих малочисельних народів Індії (тубільці Андаманських островів), півострівних Малайзії й Таїланду (семанги), Філіппін (аета), Нової Гвінеї (тапіро та інші).
Негритоси мають прадавнє коріння, в їх жилах тече кров найдавнішого населення Південно-Східної Азії. Разом із тим їх не можна вважати реліктовими групами. Дослідження кістяків жителів Малайського півострова початку доби голоцену засвідчили, що це були люди середнього росту, які мали масивні черепи з дуже коротким, широким обличчям. Подальше зменшення зросту жителів півострова та формування у них більш граційних черепів пов'язують з адаптацію до умов навколишнього середовища, що відбувалося протягом останніх 10 000 років.
В культурному плані негритоси також не є однорідною групою. Негритоси Малайзії та Філіппін розмовляють мовами, близькими до мов їх сусідів, що належать відповідно до австроазійської та австронезійської мовних сімей. Мови андаманських аборигенів займають ізольоване положення. Більшість негритосів — це бродячі мисливці і збирачі. Але є й винятки, як, наприклад, племена айта та батак на Філіппінах, мендрик і ланог в Малайзії, що займаються землеробством.
Дані генетичних досліджень ставлять під сумнів спільне походження негритосів. Всі три групи виявляють між собою помітні відмінності в структурі мітохондріальних ДНК. Більше того, наприклад, семанги мають багато спільного зі своїми сусідами сеноями, які не належать до числа негритосів, а аета виявляють генетичну близькість із монголоїдними народами Філіппін.

## Народи
- Андаманці
  - Пучіквари
  - Сентинельці
- Семанги
- Аета